# Linda Roy
Pour les articles homonymes, voir Roy.
Linda Roy est une actrice québécoise. Également active dans le doublage québécois, elle est entre autres une des voix de Sarah Jessica Parker, Helena Bonham Carter, Anne Heche, Rachel Weisz et Jennifer Tilly.

## Filmographie
- 1987 : Tinamer
- 1990 : Ding et Dong, le film : Carole
- 1992 : La Bête de foire : Irène
- 1993 : Embrasse-moi, c'est pour la vie (TV) : Sylvie
- 1994 : À nous deux! (série télévisée) : Simone Vaillancourt
- 1996 : Jamais deux sans toi ("Jamais deux sans toi") (série télévisée) : Colette
- 1997 : Face au mensonge (Loss of Faith) (TV)
- 1999 : Juliette Pomerleau ("Juliette Pomerleau") (série télévisée) : Rachel
- 1999 : Km/h (série télévisée) : Carmen, soeur de Germain
- 2000 : Gypsies (série télévisée) : La Douce
- 2001 : Mon meilleur ennemi (série télévisée) : Lisa Fortunato
- 2004 : L'Espérance : Édith, la mécanicienne
- 2005 : Félix Leclerc (feuilleton TV) : Jeannette Pichette

## Doublage

### Cinéma

#### Films
| - Sarah Jessica Parker dans : - Lune de miel à Las Vegas (1992) : Betsy / Donna - Abracadabra (1993) : Sarah Sanderson - Mesures extrêmes (1996) : Jodie Trammel - Mars attaque ! (1996) : Nathalie Lake - La Famille Stone (2005) : Meredith Morton - La Veille du Nouvel An (2011) : Kim - Helena Bonham Carter dans : - Le musée de Margaret (1996) : Margaret MacNeil - Les Ailes de la colombe (1997) : Kate Croy - Fight Club (1999) : Marla Singer - Fran Drescher dans : - Jack (1996) : Dolores 'D.D.' Durante - La Beauté et la brute (1997) : Joy Miller - Miracle sous la main (2000) : Sœur Frida - Anne Heche dans : - Donnie Brasco (1997) : Maggie Pistone - John Q. (2002) : Rebecca Payne - La Naissance (2004) : Clara - Kyra Sedgwick dans : - Célibataires (1992) : Linda Powell - Potins du Sud (1995) : Emma Rae - La peur du loup (2005) : Vicki - Rachel Weisz dans : - Sunshine (1999) : Greta - Le maître du jeu (2003) : Marlee - La Fontaine (2006) : Reine Isabelle / Izzi Creo - Michelle Yeoh dans : - Geisha (2005) : Mameha - La Momie : La tombe de l'Empereur Dragon (2008) : Zi Yuan - Babylone A.D. (2008) : Sœur Rebeka - Jennifer Tilly dans : - Agaguk : L'Ombre du loup (1993) : Igiyook - Tu cours pour rien, Nelson (1997) : Lynn Holden - Joanne Vannicola dans : - De l'amour et des restes humains (1995) : Jerri - Stardom, le culte de la célébrité (2000) : Rosie - Trini Alvarado dans : - Babe, le Bambino (1992) : Helen Woodford Ruth - Les enfants de chœur (2006) : Theresa - Lisa Gay Hamilton dans : - La vérité à propos de Charlie (2002) : Lola Jansco - Destin de femmes (2010) : Leticia - Melanie Griffith dans : - Trop, c'est trop (1996) : Betty - Un autre jour sans paradis (1999) : Sid - Elizabeth Peña dans : - Heure limite (1998) : Tania Johnson - Transamerica (2006) : Margaret - 1987 : D'amour et d'eau fraîche : Anne (Vanessa Vaughan) - 1988 : Mystic Pizza : Jojo (Lili Taylor) - 1991 : New Jack City : Selina (Michael Michele) - 1991 : Pensées mortelles : Cynthia Kellogg (Demi Moore) | - 1992 : Sables mortels : Noreen (Maura Tierney) - 1992 : La grande classe : Ellen (Karyn Parsons) - 1992 : Monsieur Samedi Soir : Susan (Mary Mara) - 1992 : Folies de jeunesse : Mary Klinglitch (Annie Potts) - 1992 : Passager 57 : Sabrina Ritchie (Elizabeth Hurley) - 1992 : Bébé à bord : Maria (Carol Kane) - 1993 : Le jour de la marmotte : Rita (Andie MacDowell) - 1993 : Eh oui, j'ai épousé une meurtrière : Harriet Michaels (Nancy Travis) - 1993 : Pères et fils : Lois (Joie Lee) - 1993 : Le châtiment de Jason: Le vendredi infernal : Jessica Kimble (Kari Keegan) - 1994 : Terre Sauvage : Clara (Vivian Schilling) - 1994 : Vitrine sur meurtre : Mlle Gloria Marsh (Anne Dupont) - 1995 : Quand la nuit tombe : Petra (Rachael Crawford) - 1995 : Abus de confiance : Maria (Nina Siemaszko) - 1995 : Virtuosité : Madison Carter (Kelly Lynch) - 1995 : Le donneur : Angel (Christina Cox) - 1995 : Les Girls de Las Vegas : Molly Abrams (Gina Ravera) - 1995 : Distractions à Denver quand sonne le glas : Dagney (Gabrielle Anwar) - 1996 : Vénus Érotica : Elena Martin (Audie England) - 1996 : La dernière danse : Linda (Pamala Tyson) - 1996 : Le Rocher : Carla Pestalozzi (Vanessa Marcil) - 1996 : Le jour de l’indépendance : Jasmine Dubrow (Vivica A. Fox) - 1996 : L'éveil D'April : April (Tushka Bergen) - 1997 : À la conquête d'Amy : Alyssa Jones (Joey Lauren Adams) - 1997 : Austin Powers : Allegro Glitoris (Fabiana Udenio) - 1997 : Beautés sauvages : Sarah (Rachel Fowler) - 1997 : Ravageur : Avedon Hammond (Yancy Butler) - 1998 : Sue perdue dans Manhattan : Sue (Anna Thomson) - 1998 : Le porteur d'eau : Vicky Vallencourt (Fairuza Balk) - 1998 : Ennemi de l'État : Rachel Banks (Lisa Bonet) - 1999 : Beautés fatales : Annette Atkins (Ellen Barkin) - 1999 : Gangsta Cop : Myra (Nia Long) - 1999 : Flic ou voleur : Melissa Green (Nicole Ari Parker) - 1999 : Les violons du cœur : Dorothea Von Haeften (Jane Leeves) - 1999 : Le boudoir : Gemma (Lorraine Bracco) - 2000 : Où est le fric ? : Carol MacKay (Linda Fiorentino) - 2000 : Shaft : Carmen Vasquez (Vanessa L. Williams) - 2000 : La Cellule : Catherine Deane (Jennifer Lopez) - 2000 : L'art de la guerre : Eleanor Hooks (Anne Archer) - 2000 : Eisenstein : Pera (Jacqueline McKenzie) - 2001 : Blonde et légale : Amy (Kimberly McCullough) - 2001 : Lantana : Jane « Janie » O'May (Rachael Blake) - 2002 : Le Comte de Monte Cristo : Valentina Villefort (Helen McCrory) - 2002 : Poèmes pour Iris : Iris Murdoch, jeune (Kate Winslet) - 2002 : Coup sur coup : Georgie (Frances Barber) - 2002 : La chevauchée de Virginia : Jessie Eastwood (Joanne Whalley) - 2003 : Bleu sombre : Sally Perry (Lolita Davidovich) - 2004 : Entre sœurs II : Déchaînées : Alice Severson (Janet Kidder) - 2004 : Tante Helen : Lindsay Davis (Felicity Huffman) - 2004 : Le petit carnet noir : Elle-même (Carly Simon) - 2006 : Au fil de l'hiver : Deirdre (Deirdre O'Connell) - 2007 : Walk Hard : L'Histoire de Dewey Cox : Darlene Madison (Jenna Fischer) - 2008 : Le Gourou de l’amour : Lillian Roanoke (Telma Hopkins) - 2009 : Casque et talons hauts : Blanche Gunderson (Siobhan Fallon Hogan) - 2009 : L'Agent provocateur : Mme Barhardt (Celia Weston) |

#### Films d'animation
- 2001 : Monstres, Inc. : Célia

### Télévision

#### Téléfilms
- 1988 : La conspiration du silence : Karen (Joanne Vannicola)
- 1992 : Séquestrée : Diana (Cyndi Pass)
- 1995 : Deux crimes : Lucero (Dolores Heredia)
- 1998 : Au cœur de la vérité le mensonge : Josianne Dupin (elle-même)
- 2004 : Mauvaises intentions : Dianne / Dee Dee (Peta Wilson)
- 2005 : Shania : Une vie en huit albums : Sharon Twain (Megan Follows)

#### Séries télévisées
- 1987 : Degrassi : Caitlin Ryan (Stacie Mistysyn) (seulement les deux premières saisons ont été doublées au Québec[1])
- 1999 : Le manoir enchanté II : Meg Lewis (Siân Phillips) (mini-série)
- 2013 - 2014 : Orange Is the New Black : Cindy Hayes (Adrienne C. Moore) (seulement les deux premières saisons ont été doublées au Québec, les prochaines saisons seront seulement doublées en France[2])

#### Séries d'animation
- 1990 - 1991 : Les Oursons volants : Jasmine / Lotus

## Récompenses
- Prix d'interprétation féminine, Festival de théâtre des Amériques 1989
- Prix d'interprétation Luce Guilbault, Rendez-vous du Cinéma Québécois 1993